# Unión Araucana
La Unión Araucana es una de las organizaciones mapuches más antiguas de Chile. Tuvo su mayor nivel de actividad entre los años 1926 y 1938, periodo en que a través de una estrecha vinculación con los Padres Capuchinos presentes en la Araucanía, promovieron una agenda de evangelización católica y de integración a la sociedad chilena. 

## Antecedentes
Durante las primeras décadas del siglo XX comienzan a surgir las primeras organizaciones políticas del mundo mapuche, destacando la Sociedad Caupolicán en 1910 y la Sociedad Mapuche de Protección Mutua, antecedente de la Federación Araucana, en 1916. En los años siguientes ambas organizaciones hegemonizan el debate dentro de la sociedad mapuche, y si bien mantienen diferencias con respecto al peso de la tradición, comparten críticas frente a las usurpaciones de tierra por parte de chilenos y extranjeros. En este contexto, la discusión y posterior aprobación de la ley de subdivisión de comunidades entre los años 1926 y 1927, lleva a que ambas organizaciones conformen el Comité Ejecutivo de la Araucanía, desde donde manifiestan su oposición a dicha ley y llevan adelante una política de defensa de las tierras indígenas.
En paralelo a las grandes organizaciones, en 1916 se funda en Cunco la sociedad "La Moderna Araucanía", liderada por Antonio Chihuailaf. Esta organización se orientaba principalmente hacia la ayuda mutua y a la promoción de la educación, como forma de facilitar el desarrollo de los mapuches en el marco de la sociedad chilena.

## Historia

### Primeros años

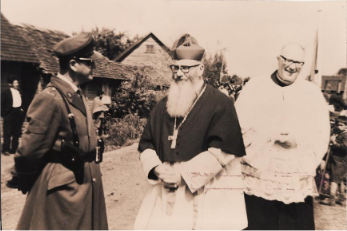
Monseñor Guido Beck de Ramberga, uno de los impulsores de la Unión Araucana

Frente al rol hegemónico de las organizaciones que conformaban el Comité Ejecutivo de la Araucanía, los padres capuchinos presentes en la zona promueven la conformación de una sociedad mapuche más proclive a la modernización de las costumbres y la integración a la sociedad chilena. Así, en 1926 se crea la Unión Araucana, con Antonio Chihuailaf, líder de "La Moderna Araucanía", como presidente, aunque con una fuerte presencia del sacerdote Guido Beck de Ramberga como ideólogo. Durante este periodo la organización se orienta principalmente hacia la defensa de la educación primaria en la zona, como herramienta para el progreso social, así como a las defensa de los intereses mapuches en relación con la tierra, donde se veían constantes abusos en torno a las reducciones.
Durante este periodo la organización incorporó un fuerte sincretismo cultural en sus actividades, donde bajo la dirección de los capuchinos, buscó erradicar la poligamia y cristianizar los antiguos ritos mapuches, incluyendo un intento de convertir los guillatunes en misas sincréticas. Junto a ello, desarrolló una fuerte oposición a la Federación Araucana, organizando de forma anual "Parlamentos Araucanos" como alternativa a los "Congresos Araucanos" de la Federación.
Junto a su labor cultural y educativa, la Unión da su apoyo a la Ley N° 4.169 de subdivisión de comunidades defendida por Manuel Manquilef, quien llega a ser uno de sus oradores en el Parlamento Araucano de 1927.

### Segunda etapa
La organización vive una importante crisis en el año 1930, cuando el gobierno de Carlos Ibáñez del Campo elimina el Tribunal de División de Comunidades, que en el marco de la ley 4.169, permitía a los mapuches defender los deslindes de sus tierras frente a las usurpaciones realizadas por colonos y chilenos. Esta reforma a la ley fue resistida por los líderes mapuches de la Unión, pero ignorada por Guido de Ramberga, quien refuerza la necesidad de que la Unión se oriente a la educación y a la modernización de la cultura mapuche, y se desligue de los conflictos de tierra con el Estado.
La postura de Ramberga llevó a la salida de Chihuailaf y otros miembros vinculados a La Moderna Araucanía, y da paso a una nueva directiva liderada desde 1930 por Floriano Antilef. A partir de este momento la Unión sigue en términos generales la línea trazada por los sacerdotes, pero incorpora a su línea de trabajo el fortalecimiento económico mapuche a través de iniciativas de índole corporativista, como la creación de una Caja de Crédito Indígena, así como también de Cooperativas Araucanas de Consumo.
La nueva orientación política de la Unión le acerca a la Sociedad Caupolicán, que a partir de 1931 se encuentra liderada por Venancio Coñuepán Huenchual con lineamientos similares. Este acercamiento lleva a que desde 1935 ambas organizaciones desarrollen una política de alianza permanente.
En 1938 la Unión se integra con la Sociedad Caupolicán, la Federación Araucana, y otras organizaciones menores, dando origen a la Corporación Araucana, instancia que hegemoniza el espacio organizacional mapuche hasta finales de la década de 1950.

### Periodo posterior
Pese a su integración en la Corporación, la Unión Araucana siguió existiendo de manera testimonial en las siguientes décadas. En ese sentido, una organización con este nombre aparece como una de las fundantes de la Confederación de Sociedades Araucanas en 1969,  y luego en la conformación de la Coordinadora Unitaria Mapuche (Futa Trawun Kiñewan Pu Mapuche) en 1987.
Durante la década de 1990 fue liderada por María del Rosario Salamanca Huenchullán, bajo la figura de Corporación Unión Araucana. A partir del 2014 se encuentra liderada por Juan Sánchez Curihuentro, con sede en la comuna de Padre Las Casas.